# Adlerzia
Adlerzia é um gênero de insetos, pertencente a família Formicidae.

## Espécies
- Adlerzia froggatti